# シカゴ・スタジアム
シカゴ・スタジアム（Chicago Stadium）は、イリノイ州シカゴにあった屋内スタジアム。

## 歴史
1929年にオープン、1994年に閉場まで数多くの歴史を刻んだスタジアムであった。1932年、1940年、1944年の民主党全国大会、1932年、1944年の共和党全国大会の会場になったほか、アイスホッケーやバスケットボール、コンサートの会場として使用されてきた。
スタジアムはスポーツプロモーターパディ・ハーモンが考案。950万ドルの建設費をかけて1929年3月28日に完成した。このスタジアムはデトロイト・オリンピアのモデルとも言われていた。
建物はマディソンのマッドハウスと呼ばれており、三層、箱型のレイアウトに加え、大歓声がしやすいスタジアムとなっていた。
1932年にはシカゴ・ベアーズの本拠ソルジャー・フィールドが使えないため、当地でNFLチャンピオンシップが開催され、ベアーズが優勝した。1961年、1974年、1991年にNHLオールスターゲーム、1973年、1988年にはNBAオールスターゲームがそれぞれ開催された。
しかし建物の老朽化とユナイテッド・センターの完成で1994年9月9日、閉場が決定された。閉館イベントはアメリテック・クラシック・チャリティー・バスケットボールで、マイケル・ジョーダンがスタジアムの床にキスをして、スタジアムは閉館された。